# Палмас-ди-Монти-Алту
Палмас-ди-Монти-Алту (порт. Palmas de Monte Alto) — муниципалитет в Бразилии, входит в штат Баия. Составная часть мезорегиона Юго-центральная часть штата Баия. Входит в экономико-статистический микрорегион Гуанамби. Население составляет 21 096 человек на 2007 год. Занимает площадь 2789,417 км². Плотность населения — 7,1 чел./км².

## История
Город основан 23 июля 1918 года.

## Статистика
- Валовой внутренний продукт на 2003 год составляет 37 866 829,00 реалов (данные: Бразильский институт географии и статистики).
- Валовой внутренний продукт на душу населения на 2003 год составляет 1898,09 реалов (данные: Бразильский институт географии и статистики).
- Индекс развития человеческого потенциала на 2000 год составляет 0,641 (данные: Программа развития ООН).